# Зайцев, Владимир Николаевич (историк)
Владимир Николаевич Зайцев (8 июля 1913, Чернигов, Российская империя — 1977) — советский украинский историк, исследователь истории стран Востока, кандидат исторических наук.

## Биография
Родился 8 июля 1913 года в городе Чернигове. Учился в техникуме речного транспорта, работал матросом и помощником капитана парохода на Днепре. В 1934—1939 годах учился на историческом факультете, в 1939—1941 годах — аспирант кафедры новейшей истории Киевского государственного университета.
Участник Великой Отечественной войны.
В 1947 году защитил кандидатскую диссертацию на тему: «Турция в годы Первой мировой войны (1914—1918 гг.)». В 1947—1958 годах преподавал историю стран зарубежного Востока в Киевском государственном университете, Житомирском государственном педагогическом институте.
В 1958—1963 годах — старший научный редактор «Украинской советской энциклопедии». В 1963—1975 годах — старший научный сотрудник отделов истории городов и сёл УССР, многотомной «Истории Украинской ССР», истории капитализма Института истории АН УССР. Под его руководством написаны тома многотомной «Истории городов и сёл Украинской ССР» по Житомирской, Кировоградской, Ровенской и Черновицкой областям, за что был награждён Грамотой Президиума Верховного Совета УССР.
Умер в Киеве в 1977 году.

## Труды
- Україна кінця XVI — першої половини XVII ст. в описах і мемуарах іноземців // УІЖ. — 1966. — № 8;
- Рабіндранат Тагор. — Київ, 1962;
- Народы Африки в борьбе за свободу и независимость. — Київ, 1959.